# Eerste Divisie 7 December

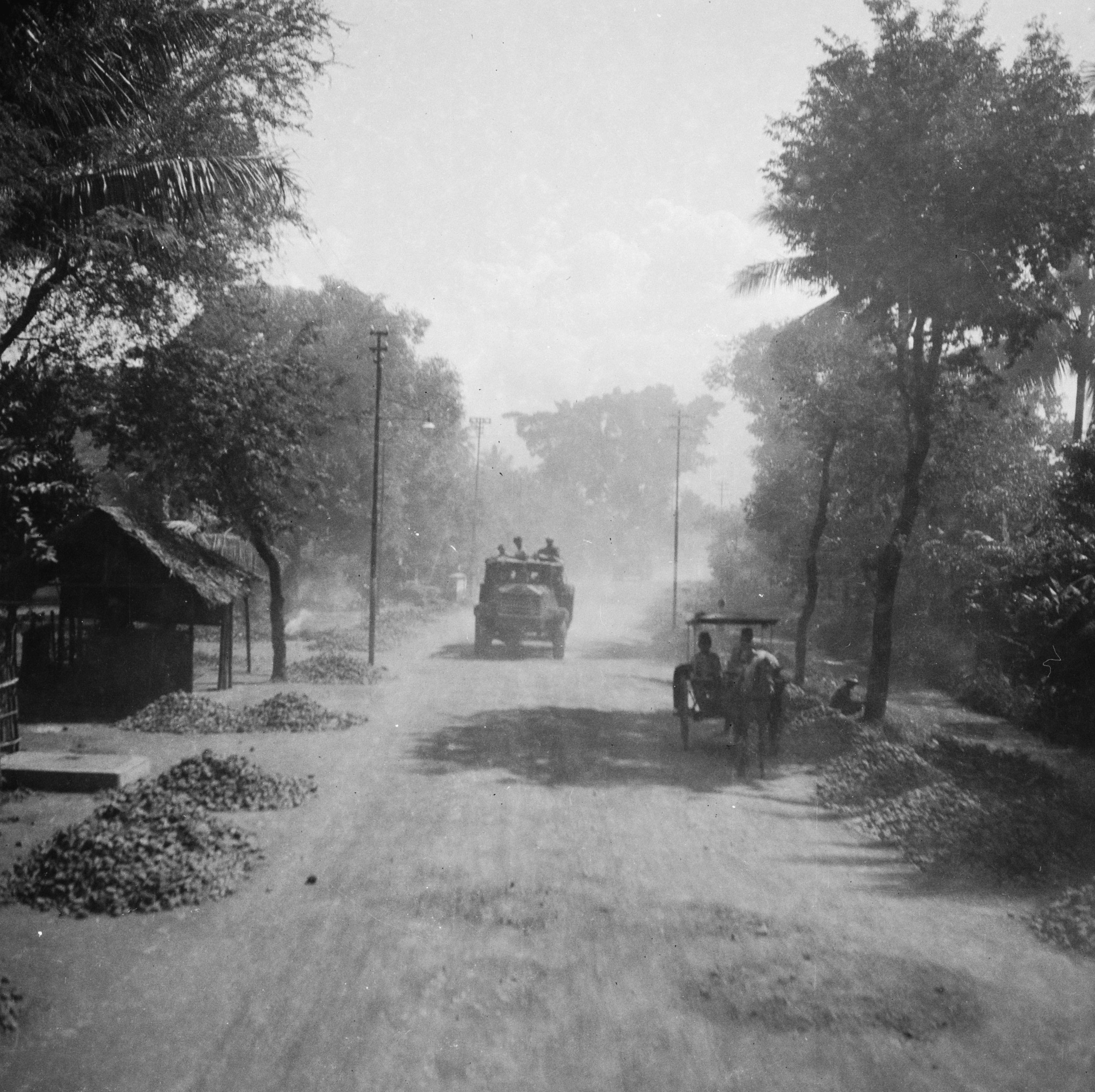
Nederlandse militairen op West-Java

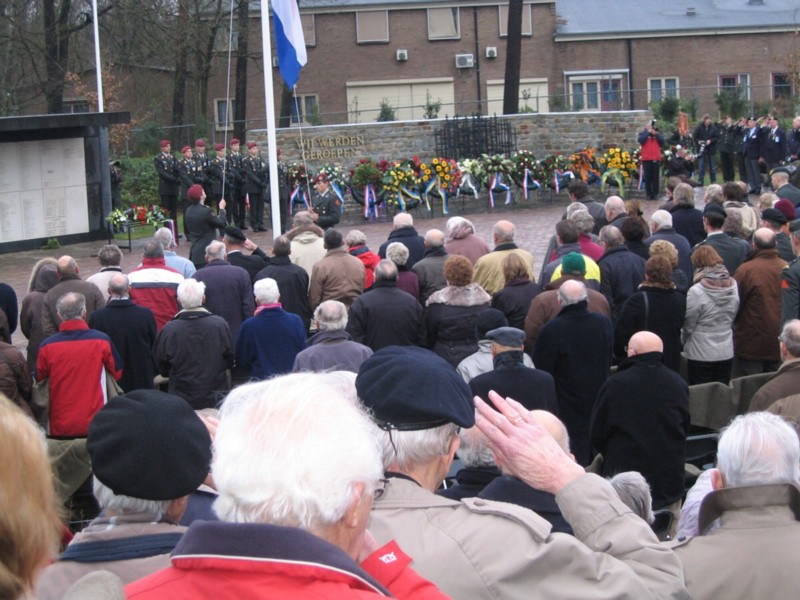
Herdenking gesneuvelden in 2008

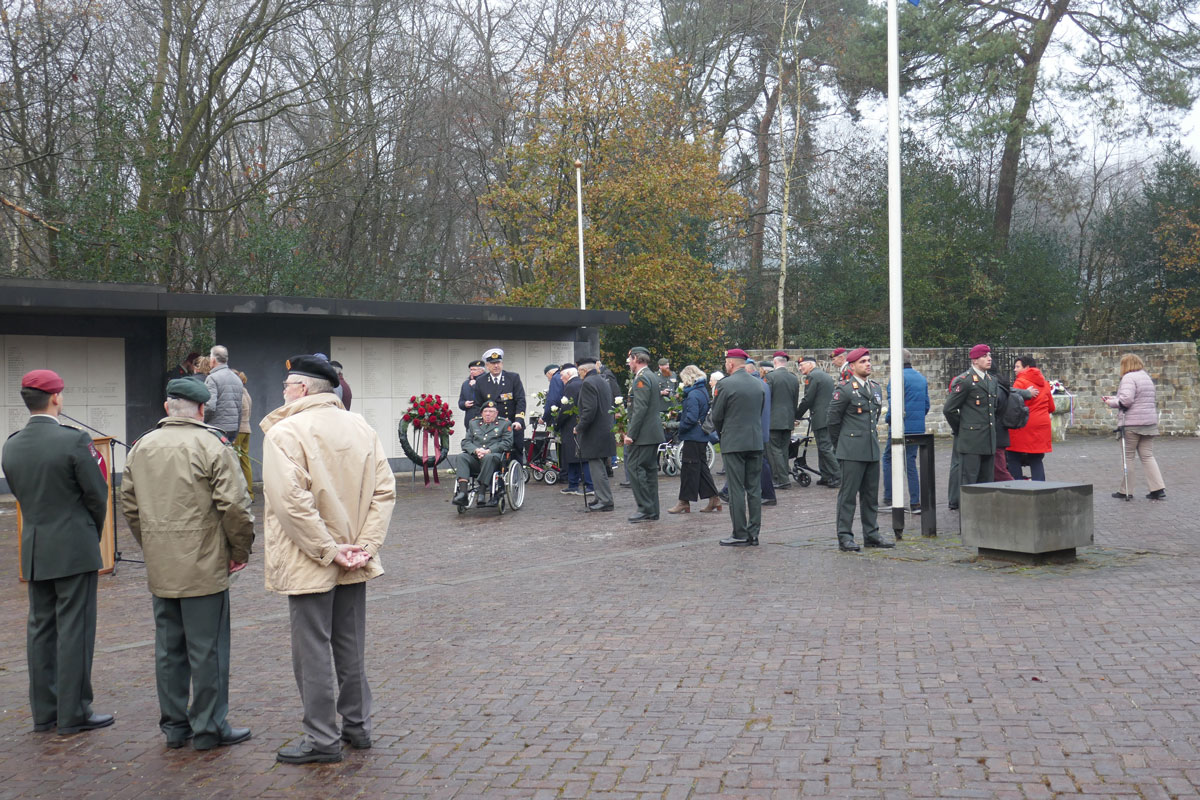
Herdenking 7 december 2023

De Eerste Divisie "7 December" was een expeditionaire Nederlandse legermacht die in 1946 werd opgericht om in Nederlands-Indië orde en rust te gaan herstellen. Dat mondde uit in de Indonesische Onafhankelijkheidsoorlog.

## Militaire inzet en mandaat 1946-1950
De divisie was vernoemd naar de rede van Koningin Wilhelmina in Londen op 7 december 1942, waarin zij de contouren schetste van de naoorlogse relatie tussen Nederland en de overzeese gebiedsdelen:
Ik stel mij voor, zonder vooruit te loopen op de adviezen der rijksconferentie, dat zij zich richten zullen op een Rijksverband, waarin Nederland, Indonesië, Suriname en Curaçao tezamen deel zullen hebben, terwijl zij ieder op zichzelf, de eigen inwendige aangelegenheden in zelfstandigheid en steunend op eigen kracht, doch met den wil elkander bij te staan, zullen behartigen. Daarbij zal voor verschil van behandeling op grond van ras of landaard geen plaats zijn, doch zullen slechts de persoonlijke bekwaamheid der burgers en de behoeften van de verschillende bevolkingsgroepen den doorslag geven voor het beleid der Regering.
De dienstplichtig militairen van de 7 December Divisie - veelal geboren in 1925 - werd voorgehouden dat zij een bijdrage zouden gaan leveren aan het herstel van het Nederlands gezag en daarmee aan de totstandkoming van de autonome staat Indonesië binnen het Koninkrijk der Nederlanden. De militaire inzet werd door de Nederlandse regering eufemistisch omschreven als politionele actie. In de jaren 1946-1950 hebben in totaal 18.544 Nederlandse militairen in Indonesië gediend als onderdeel van de 7 December Divisie: 880 officieren, 1.300 onderofficieren en 16.364 korporaals en soldaten. De kwartiermakers van de 7 December Divisie vertrokken op 1 september 1946, de meeste militairen volgden vanaf eind september en in de loop van oktober. Eind november 1949 keerden de eerste militairen met het troepentransportschip Volendam weer terug in Nederland. De terugkeer van de 7 December Divisie werd voltooid en afgerond in januari 1950. De meeste militairen hadden er toen ruim drie jaar tropendienst opzitten. 
Eerste commandant van de 7 December Divisie was generaal-majoor Henri Julius Jan Willem Dürst Britt (1894-1963). Op 2 september 1949 droeg hij het commando over aan generaal-majoor Eduard Engles (1895-1959), die het commando vervolgens tot 25 april 1950 heeft gevoerd.

## Latere militaire inzet
In 1958-1959 werd de Eerste Divisie "7 December" omgevormd tot een parate legereenheid die in NAVO-verband op elk moment snel moest kunnen worden ingezet. Na de val van het IJzeren Gordijn is de divisie ingezet bij vredesmissies in Bosnië en Afghanistan welke plaatsvonden onder mandaat van de Verenigde Naties. De Eerste Divisie "7 December" ging in 1995 samen met een Duitse divisie op in het Eerste Duits-Nederlandse Legerkorps. Per 1 januari 2004 werd de Eerste Divisie "7 December" opgeheven en werd de naam "7 december" toegekend aan de Luchtmobiele Brigade.

## Embleem
Het embleem van de Eerste Divisie "7 December" bestond uit het wapen van Batavia - een zwaard met lauwerkrans op rode ondergrond - waaraan waren toegevoegd de letters EM van Expeditionaire Macht. Het embleem is oorspronkelijk ontworpen voor een op te richten expeditionaire legermacht voor de strijd tegen Japan. Na de capitulatie van Japan op 15 augustus 1945 werd deze expeditionaire macht - en daarmee ook het embleem - overbodig. Het embleem werd opnieuw ingevoerd bij legerorder 1946/289 voor de op te richten legermacht die in Indië orde op zaken moest gaan stellen. Eind jaren vijftig werd aan de letters EM in het embleem een nieuwe betekenis toegekend, namelijk die van Elk Moment (paraat).
Na de opheffing van de Eerste Divisie "7 December" gingen de letters EM onderdeel uitmaken van het embleem van de Luchtmobiele Brigade, terwijl het zwaard met lauwerkrans werden opgenomen in het embleem van de 101 Gevechtssteunbrigade (2004). Laatstgenoemde brigade werd in 2009 samengevoegd met 1 Logistieke Brigade tot het Operationeel Ondersteuningscommando Land (OOCL). In het embleem van het OOCL is alleen nog het zwaard terug te vinden uit het embleem van de 7 December Divisie.

## Herdenking gesneuvelden
Volgens gegevens van het Ministerie van Defensie sneuvelden in Indonesië 683 militairen van de Eerste Divisie "7 December". De meesten liggen begraven op het ereveld Menteng Pulo in Djakarta. Elk jaar vindt rond 7 december een herdenking plaats van deze gesneuvelden. Van 1950 t/m 1958 vond deze herdenking plaats bij het Nationaal Monument op de Dam (Amsterdam). In 1959 besloot de Nederlandse regering echter om de herdenking van alle gesneuvelde Nederlandse militairen voortaan te doen plaatsvinden op 4 mei. Om de traditie van de 7 december-herdenkingen voort te zetten werd de herdenking vanaf  1959 gehouden op de Oranjekazerne in Schaarsbergen. Op initiatief van de Stichting Band Oud-Strijders 7 December Divisie werd hiertoe in 1960 een speciaal monument gebouwd. Dit monument is ontworpen door architect Lex Haak, destijds als dienstplichtig militair verbonden aan het 11e Geniebataljon te Wezep. Het monument werd op 7 december 1960 officieel in gebruik genomen. In 1967 werd het monument, wederom naar een ontwerp van Haak, uitgebreid met een eretafel met de namen van alle gesneuvelden alsmede een gedenkplaat voor generaal-majoor Dürst Britt. Bij de herdenking op 7 december 1969 haalde de gereformeerde voormalige divisiepredikant Willem Pieter Kramer (1909-1987) hard uit naar mensen die met kluiten modder gooien naar degenen, wier nagedachtenis ons heilig is [en] die openlijk durven zeggen dat zij, die aan de roepstem van Hare Majesteit gehoor gaven, moordenaars zijn. Kramer doelde daarmee op de veteraan Joop Hueting en journalist Herman Wigbold, die eerder dat jaar in een uitzending van het VARA-actualiteitenprogramma Achter het Nieuws het optreden van sommige militairen hadden bestempeld als oorlogsmisdaden.
In 1997 werd het monument voor de gesneuvelden van de Eerste Divisie "7 December" verplaatst naar de Koning Willem III kazerne in Apeldoorn, nadat de divisie het jaar daarvoor reeds naar deze kazerne was verhuisd. Het monument werd bij deze gelegenheid uitgebreid met een eretafel voor alle militairen die het leven hebben gelaten tijdens latere vredesmissies van de divisie. Van 1997 t/m 2005 vonden de 7 december-herdenkingen plaats in Apeldoorn. In oktober 2006 verhuisde het monument weer terug naar de oorspronkelijke locatie in Schaarsbergen, waar het op 7 december 2006 opnieuw in gebruik werd genomen. Op 4 december 2009 vond de 50ste herdenking plaats.     
De laatste en 64ste 7 December Divisie herdenking was op donderdag 7 december 2023 en vanaf 2024 wordt deze herdenking opgenomen in de herdenking van de 11 Luchtmobiele brigade, beelden van de herdenking 2023 staan op YouTube.

## Commandanten
- 1946-1948 Generaal-majoor H.J.J.W. Dürst Britt
- 1948-1950 Generaal-majoor E. Engles
- 1951-1952 Generaal-majoor H.J.J.W. Dürst Britt
- 1952-1953 Generaal-majoor J.H. Couzy
- 1953-1955 Generaal-majoor C.D. Toet
- 1955-1955 Generaal-majoor C.J. Valk
- 1955-1957 Generaal-majoor W. de Boer
- 1957-1959 Generaal-majoor A.V. van den Wall Bake
- 1959-1962 Generaal-majoor D.C. de Vries
- 1962-1964 Generaal-majoor E.J.C. van Hootegem
- 1964-1965 Generaal-majoor F.A. Palm
- 1965-1966 Generaal-majoor C. Koster
- 1966-1967 Generaal-majoor H.J. van Veen
- 1967-1969 Generaal-majoor J.A.C. Bartels
- 1969-1972 Generaal-majoor Th. van Ardenne
- 1972-1973 Generaal-majoor D.B.W. van Ardenne
- 1973-1973 Generaal-majoor J.E. van der Slikke
- 1973-1975 Generaal-majoor W. Brouwer
- 1975-1977 Generaal-majoor M. de Jong
- 1977-1979 Generaal-majoor J.A. Makkink
- 1979-1981 Generaal-majoor G.L.J. Huijser
- 1981-1983 Generaal-majoor A.P.A. van Daalen
- 1983-1985 Generaal-majoor U. Kits
- 1985-1988 Generaal-majoor J. Tjassens
- 1988-1991 Generaal-majoor J.J.J.M.M. Vos
- 1991-1992 Generaal-majoor P.H.M. Messerschmidt
- 1992-1994 Generaal-majoor J.Th. Bruurmijn
- 1994-1996 Generaal-majoor P.W. Strik
- 1996-1998 Generaal-majoor C.H. Nicolai
- 1998-2000 Generaal-majoor P.J.E.J. Striek
- 2000-2001 Generaal-majoor R.P.F. Seijn
- 2001-2004 Generaal-majoor L. Noordzij